# Stemma dell'Aquila

Gonfalone ufficiale della città dell'Aquila

Lo stemma dell'Aquila è costituito da uno scudo sannitico recante un'aquila di Svevia, nera su campo argento, sormontata da una corona e attorniata dalla scritta Immota manet e dal trigramma PHS. Nel gonfalone l'effigie è caricata su un drappo di velluto verde e accompagnata dagli stemmi dei quattro Quarti della città, ovvero San Marciano, Santa Maria, San Pietro e Santa Giusta.

## Blasonatura
Con decreto del 14 luglio 1937, il Capo del Governo riconobbe alla città dell'Aquila il diritto di fare uso dello stemma.
Ha la seguente blasonatura:
Il Comune fa uso, nelle cerimonie ufficiali, del gonfalone, riconosciuto secondo quanto previsto dalla vigente normativa. Il gonfalone ha la seguente blasonatura:

## Storia

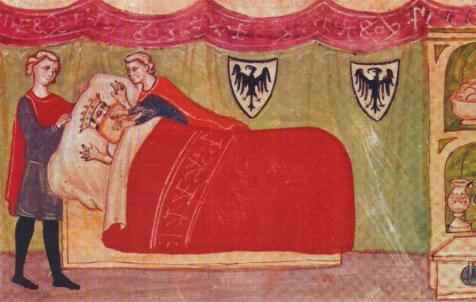
Il presunto soffocamento di Federico II ad opera di suo figlio Manfredi; sullo sfondo due effigi che ripropongono lo stemma del casato, simile a quello della città dell'Aquila

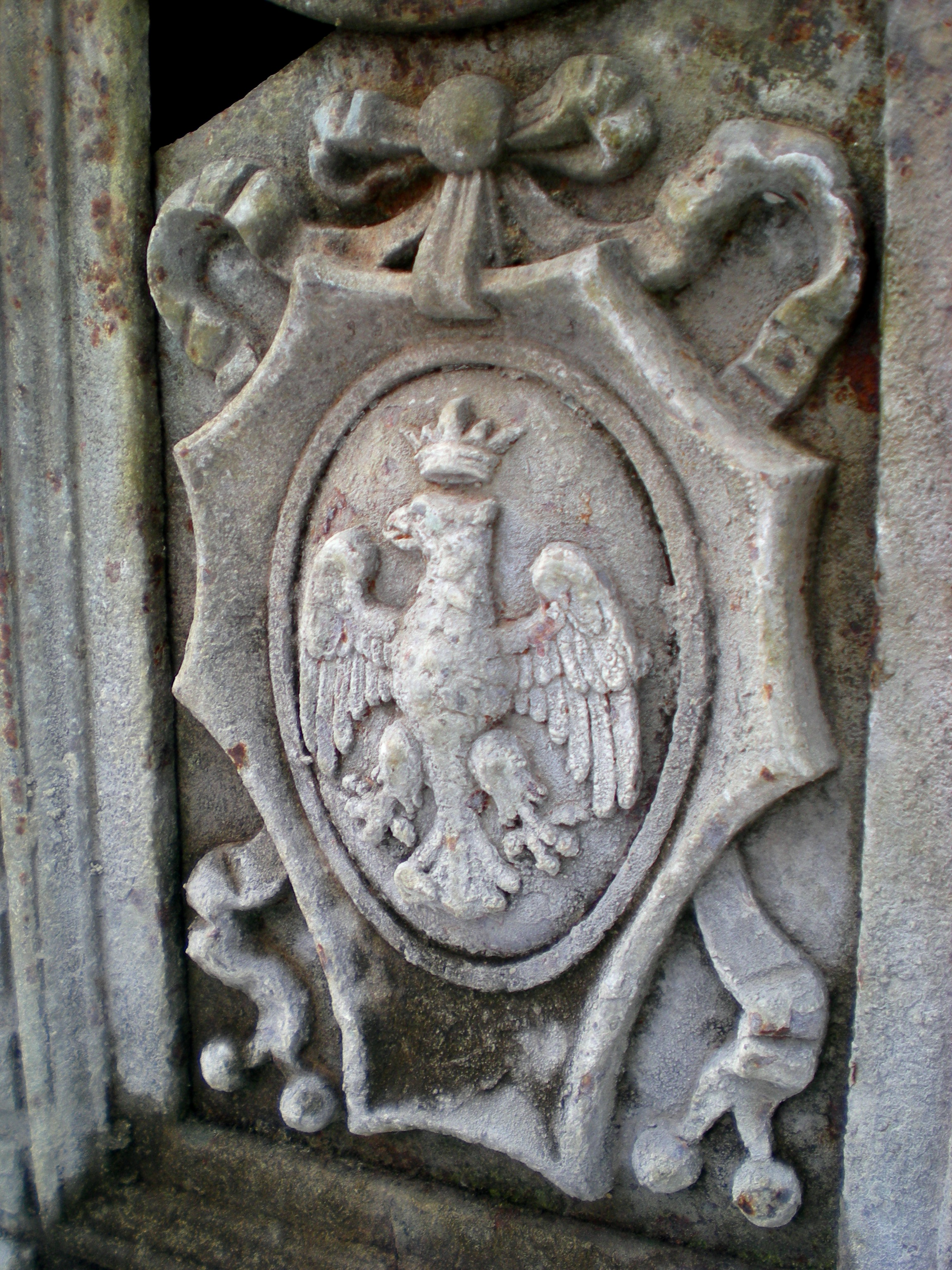
Una variante settecentesca dello stemma nei pressi del Forte spagnolo

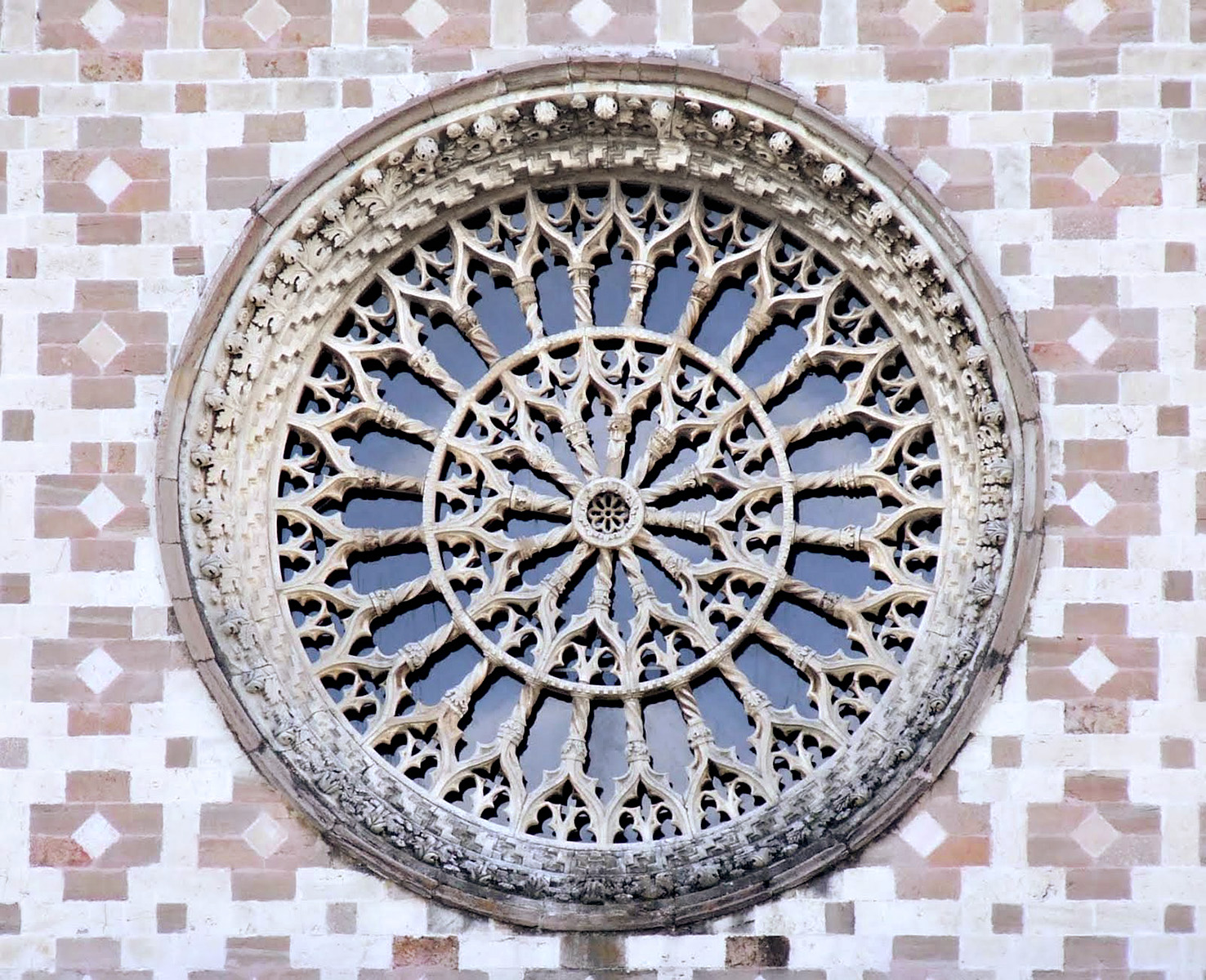
Particolare della facciata della basilica di Santa Maria di Collemaggio, con la tipica bicromia bianco-rossa, i colori della città

### Origine dello stemma
L'origine dello stemma è legato alle vicende della fondazione della città ed in particolare alla scelta del suo toponimo. Difatti L'Aquila è una città di fondazione, nata nel XIII secolo per motivi economici e politici dall'unione di una moltitudine di villaggi (novantanove secondo la leggenda) facenti parte delle diocesi di Amiterno e Forcona. Sempre secondo la leggenda la scelta del nome fu dovuta all'apparizione di un'aquila con velo bianco sul becco (avvenimento ritenuto di buon augurio) durante la fondazione della città; tuttavia Aquilio, o meglio Acculum, Acculae, Accule o Aquili (così chiamato per l'abbondanza delle sorgenti), fu anche uno dei vicus che contribuirono all'edificazione della città o, forse, una preesistenza dell'urbe federiciana.
I continui riferimenti ad Aquilio come il luogo ove far nascere la nuova città presenti nelle epistolae di papa Gregorio IX nonché il diploma di fondazione di Federico II di Svevia, riconoscono al nome scelto di Aquila (dal 1861 Aquila degli Abruzzi e solo dal 1939 L'Aquila) la duplice origine derivante dal luogo e dalle insegne del casato che ne patrocinò la fondazione.
(Federico II di Svevia, Privilegium concessum de constructione Aquilae, XIII secolo)
Il primo esemplare di stemma cittadino è situato alla base della torre civica in piazza del Palazzo, unica parte superstite dell'antico Palazzo del Capitano (oggi Palazzo Margherita, sede del comune). Un altro stemma antico, ma posteriore a quello della torre, è presente sulla porta della Sala della lapidi dello stesso palazzo municipale; quest'esemplare riporta il motto Immota Manet e il PHS.
In omaggio al suo simbolo in città venivano tenute in una gabbia varie aquile, così come a Roma avveniva per i lupi (per la Lupa capitolina) e a Firenze riguardo ai leoni (per via del Marzocco). Nella prima metà del Novecento questa gabbia (oggi scomparsa) fu sistemata sul perimetro delle mura urbiche a poca distanza dalla Fontana luminosa e in corrispondenza di viale Ovidio che, per questo motivo, è ancora oggi nota come via delle Aquile.

### Colori civici
Le origini miste, insieme papali e reali, della città, che tanto giovarono alla sua fioritura, si ritrovano quindi nello stemma: se l'emblema dell'aquila è un omaggio al casato di Svevia (a un riferimento al luogo di fondazione), i colori storici che lo compongono sono da ricondurre alla simbologia papalina. Di fatto lo stemma originario era così descritto:
Ove la bicromia bianco-rossa, presente non a caso in molti degli stemmi di città o famiglie italiane, è considerata tipica della Chiesa. A tal proposito è da ricordare che nel 1259 la città venne accusata di essere troppo schierata su posizioni papali e per questo distrutta da Manfredi, figlio di Federico II. Secondo altri storici l'aquila argentea su campo rosso è considerata simbolo d'indipendenza, condizione in cui L'Aquila effettivamente si trovò per almeno un secolo, prima della dominazione spagnola. L'aquila bianca su fondo rosso, accompagnata dai gigli angioini (altro simbolo guelfo), come riportato nel 1320 da Buccio di Ranallo, venne usata nelle lotte degli aquilani contro i reatini ghibellini.
In ogni caso L'Aquila fece suoi i colori tanto da essere riproposti sui principali monumenti cittadini come ad esempio la basilica di Santa Maria di Collemaggio e la fontana delle 99 cannelle.
Nel tempo lo stemma modificò gradualmente i suoi colori e le sue forme fino ad arrivare alla stesura attuale con l'aquila nera su campo argento, curiosamente più simile all'effigie di Svevia di quanto non lo fosse l'originale. Il superamento definitivo degli antichi colori civici avvenne all'indomani del terremoto dell'Aquila del 1703 allorché vennero scelti come nuovi colori cittadini il nero e il verde, rispettivamente a ricordo del lutto e in segno di speranza.
Il nero e il verde sono oggi i colori predominanti di stemma e gonfalone; tuttavia il bianco e il rosso sopravvivono nelle insegne della diocesi dell'Aquila e di altri circoli culturali, oltre che nello storico gonfalone.

### Motto
Dal XVII secolo, per mezzo di Salvatore Massonio che lo aveva prelevato da un brano delle Georgiche di Virgilio, fa la sua comparsa sullo stemma dell'Aquila il motto Immota Manet associato al trigramma PHS, ancora oggi presente, sul significato del quale si sono fatte varie ipotesi, come ad esempio:
- Immota publica hic salus manet (La salute pubblica qui rimane immutata)[senza fonte]
- Immota publica his salus manet (Rimane salda a difesa della pubblica salute, dell'interesse della comunità)[senza fonte]
- Immota per hoc signum manet (Rimane salda grazie a questo segno)

Molti storici tuttavia tendono a separare il trigramma dal resto della locuzione o, addirittura, a fa risalire il phs ad un errore di trascrizione del più noto ihs (acronimo del nome di Gesù in caratteri greci, anche letto in latino come Iesus Hominum Salvator, Gesù salvatore degli uomini) la cui diffusione sul portale di molti edifici civili nel centro Italia e all'Aquila in particolare è dovuta all'operato di san Bernardino da Siena che nel capoluogo abruzzese trascorse l'ultima parte della sua vita sino alla morte, avvenuta nel 1440. La popolarità della sigla all'Aquila è ricordata dal Leosini nel suo Annali della città dell'Aquila (1886)
L'ipotesi è confermata da una delle monete emesse dalla Zecca aquilana e riportanti l'arma cittadina;  questa moneta, emessa sotto Carlo VII, porta su un lato il monogramma di San Bernardino che sovrasta l'aquila incoronata e tutto intorno la scritta Civitas Aquilana.
In questo caso l'Immota Manet (Rimane ferma, ben salda), separato dal contesto, può essere fatto risalire proprio alla tenacia degli aquilani a ricostruire la città in seguito ai terremoti che si sono ciclicamente avvicendati a partire dalla fondazione.

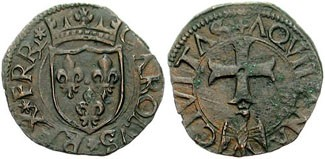
Il cavallo; sul retro una croce patente ed un'aquila ad ali spiegate sono contornate dalla scritta

### I sigilli e le monete
I sigilli antichi della città, ad ostia, presentavano un'aquila «coronata al volo abbassato di nero, rostrata, linguata e armata con scritta nell'esergo Fidellis.Aquil.Urbs.Samnit.Princeps». Una variante del 1799 presenta uno scudo a forma di cetra, tenuto da due putti, con la stessa scritta; un altro esemplare, circolare, riporta la scritta Sigillum Conmunis Civitatis Aquile.
Monete riportanti il simbolo della città furono coniate dalla zecca aquilana durante il XV secolo, oltre che – come sopra riportato – durante il regno di Carlo VIII, anche sotto i regni di Giovanna II, Renato I, Alfonso I e Ferdinando I. In alcuni di questi esemplari l'aquila è la figura principale di una delle facce della moneta mentre in altri casi appare in forma rimpicciolita a lato della figura principale. Oltre ai regnanti riportati anche Papa Innocenzo VIII emise una moneta riportante l'aquila circondata dalla scritta Aquilana Libertas.

### Ultimi secoli
Il 7 luglio 1881 il sindaco pro tempore dell'Aquila rispondeva al prefetto, nell'ambito di una statistica sugli stemmi usati dai comuni del Regno, che egli condivideva quanto riportato dall'archivista comunale Teodoro Bonanni d'Ocre intorno all'arma comunale, il cui blasone era:
Durante il periodo fascista dai documenti comunali si desume l'utilizzo di uno stemma composto da uno scudo sagomato riportante l'aquila ma con il motto Immota PHS Manet posto lungo il lato inferiore; lo stemma era accompagnato da uno scudo ellittico contenente il fascio littorio sostituito in seguito, così come previsto dal regio decreto n. 1430 del 14 giugno 1928, da uno scudo sannitico contenente il fascio e sormontato da un'aquila ad ali spiegate.

## Gonfalone

Gonfalone storico in uso dal 1937 al 1999

Il primo gonfalone cittadino venne inaugurato il 25 luglio 1462 ma di esso non è rimasta traccia. Un secondo esemplare, anch'esso scomparso, fu dipinto da Rinaldo Fiammingo nel 1575, in occasione del Giubileo.
Nella costituzione del 28 dicembre del 1476 si dichiarava che i vessilli comunali andavano fatti «ut magnarum et excellentium civitatum consuetudo servaretur».
Nel 1579 Paolo Cardone, allievo di Pompeo Cesura, realizzò per volere dell'amministrazione cittadina il Confalone de Santo Bernardino, un drappo di seta rossa fregiato d'oro di enormi dimensioni (315 centimetri in larghezza e 442 in altezza). Il dipinto reca in primo piano l'immagine della città dell'Aquila ed è evidente la ricerca dell'analisi prospettica e della verosomiglianza, soprattutto in confronto alla Pianta dell'Aquila disegnata solo 4 anni prima da Girolamo Pico Fonticulano: sono infatti visibili la piazza del Mercato, il Forte spagnolo, la basilica di San Bernardino e tutte le altre chiese principali, mentre il punto di vista è probabilmente un luogo reale, riconducibile alla sommita di Monte Luco. La città è sorretta dai suoi quattro patroni, Massimo d'Aveia, Celestino V, San Bernardino da Siena e Sant'Equizio, e sormontata da Gesù sorreggente una croce e affiancato dalla Madonna e da un angelo, entrambi inginocchiati. Nella parte inferiore tre profili riferiti a San Francesco, San Bernardino a Siena e Giovanni da Capestrano intervallati da due figure vescovili.

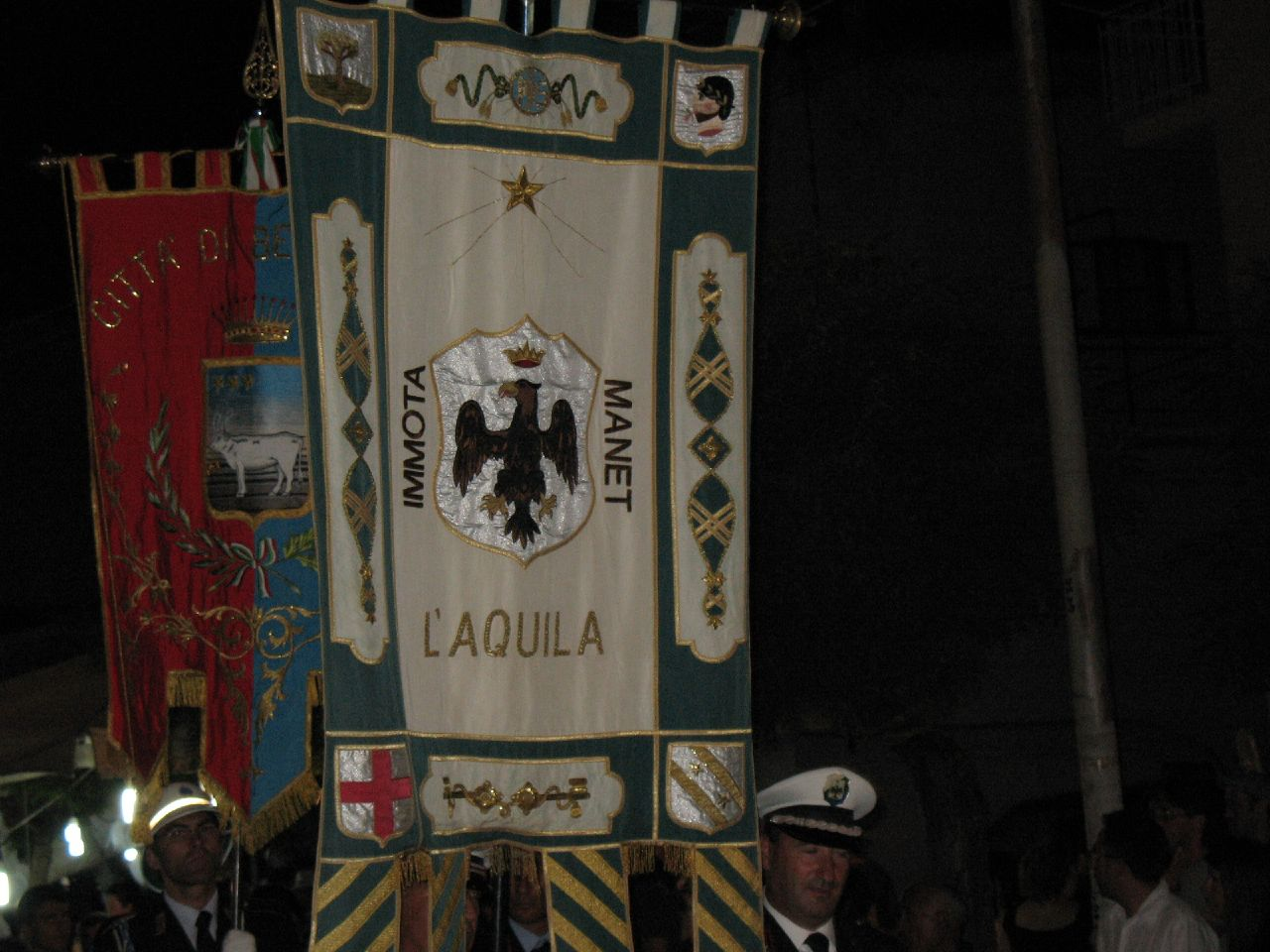
Il gonfalone attuale della città durante un corteo a Bernalda

Il gonfalone è stato conservato fino al 2009 al Museo nazionale d'Abruzzo e in seguito trasferito temporaneamente nel Museo della Preistoria di Celano (AQ). Da ricordare che la collezione del Museo nazionale d'Abruzzo comprende anche il gonfalone storico della città di Siena, donato alla città dell'Aquila in occasione del pellegrinaggio del 20 maggio 1610, anniversario della nascita di San Bernardino.
Successivamente furono adottati vessilli più semplici contenenti il solo stemma cittadino, spesso contornati dagli stemmi dei quattro Quarti in cui è divisa storicamente L'Aquila. Il gonfalone attuale, risalente al 2000, riporta proprio lo stemma circondato dalla scritta L'Aquila in oro in basso, dal motto Immota Manet ai fianchi e dalla riproposizione entro scudo sannitico dei simboli dei Quarti, San Pietro, Santa Maria, San Marciano e Santa Giusta, rigorosamente in senso orario a partire dall'angolo in alto a sinistra. È stato criticato da alcuni storici per l'assenza del trigramma PHS che modificherebbe il significato del motto cittadino nella sua interezza.

## Altri simboli
Oltre allo stemma civico, simboli riconosciuti della città sono le armi dei Quarti ovvero le quattro zone in cui fu divisa L'Aquila per facilitarne l'opera di fondazione e accentuare il senso di appartenenza di ogni singola comunità (dell'esistenza, oltre al vessillo comunale portante l'aquila bianca, di quattro banderias per ognuno dei quattro quartieri costituenti la città abbiamo notizia fin dal XIV secolo); tale suddivisione, infatti, non si fermò alla cinta muraria ma fu estesa in tutto il contado ed ogni locale che costituiva insieme ad altri un singolo quarto era riferito ad un preciso villaggio del circondario. Ogni Quarto aveva inoltre un villaggio principale che costruì intra moenia una chiesa capoquarto.
I quattro Quarti possono essere raggruppati in due fazioni riconducibili all'area amiternina ad ovest o forconese ad est.
Il quarto di San Pietro corrisponde all'area nord-occidentale, nel settore amiternino. All'interno della città la chiesa capoquarto è quella di San Pietro collegiata al vicus di Coppito. La blasonatura del suo stemma, che è rappresentato nel primo quadrante del gonfalone, è:
Il quarto di Santa Maria corrisponde all'area nord-orientale, nel settore forconese. All'interno della città la chiesa capoquarto è quella di Santa Maria collegiata al vicus di Paganica. La blasonatura del suo stemma, che è rappresentato nel secondo quadrante del gonfalone, è:
Il quarto di Santa Giusta (anticamente San Giorgio) corrisponde all'area sud-orientale, nel settore forconese. All'interno della città la chiesa capoquarto è quella di Santa Giusta collegiata al vicus di Bazzano. Originariamente la chiesa capoquarto era quella di San Giorgio di Goriano Valli, da cui discende il nome storico del rione. La blasonatura del suo stemma, che è rappresentato nel terzo quadrante del gonfalone e utilizza la croce di San Giorgio, è:
Il quarto di San Marciano (anticamente San Giovanni) corrisponde all'area sud-occidentale, nel settore amiternino. All'interno della città la chiesa capoquarto è quella di San Marciano collegiata al vicus di Roio. Originariamente la chiesa capoquarto era quella di San Giovanni Battista di Lucoli, da cui discende il nome storico del rione. La blasonatura del suo stemma, che è rappresentato nel quarto quadrante del gonfalone, è:
La rappresentazione dei quattro stemmi nel gonfalone non corrisponde precisamente alla collocazione geografica dei Quarti essendo quello di Santa Giusta e di San Marciano invertiti.